# Vimba vimba
Vimba vimba, noto in italiano come vimba, abramide russo o con il nome tedesco di zahrte, è un pesce d'acqua dolce e salmastra appartenente alla famiglia dei Cyprinidae.

## Habitat e distribuzione
È diffuso in tutto il bacino del Danubio, compresi tutti i suoi affluenti, nell'Europa orientale ad Ovest fino all'Elba e ad Est fino all'intera Russia europea. È inoltre presente nelle acque salmastre del Mar Baltico, del Mar Nero, del Mar Caspio e del Mar d'Azov e nei loro tributari, comprese Svezia e Finlandia meridionali.

Vive nel corso inferiore dei fiumi (Zona dell'Abramis brama) e, talvolta e per una parte dell'anno, nelle acque salmastre degli estuari. Preferisce fondi fangosi e correnti lente.

## Descrizione
Il corpo è fusiforme e leggermente compresso lateralmente, la mascella superiore è sporgente fino ad assumere la forma di un naso, questa sporgenza è morbida, a differenza dei pesci del genere Chondrostoma in cui le labbra sono cornee. Il "naso" può essere più o meno accentuato a seconda delle popolazioni. La bocca è rivolta verso il basso. Il lobo inferiore della pinna caudale è più lungo del superiore. Per il resto è un ciprinide abbastanza tipico.

La livrea è argentea con dorso grigio e fianchi con riflessi rosati o giallastri, il ventre bianco.
Le pinne sono grigie. La livrea nuziale è molto vistosa: nera, su fianchi e dorso e rosso sangue sul ventre.

## Riproduzione
Nel periodo riproduttivo (marzo-luglio) la specie effettua migrazioni risalendo i corsi d'acqua fino a zone con fondi pietrosi e acque basse dove avviene la deposizione. Le uova aderiscono alle piante ed ai ciottoli e si schiudono dopo alcuni giorni. Lo sviluppo delle larve è poco noto.

## Alimentazione
Si nutre di invertebrati bentonici come insetti, larve, molluschi e crostacei.

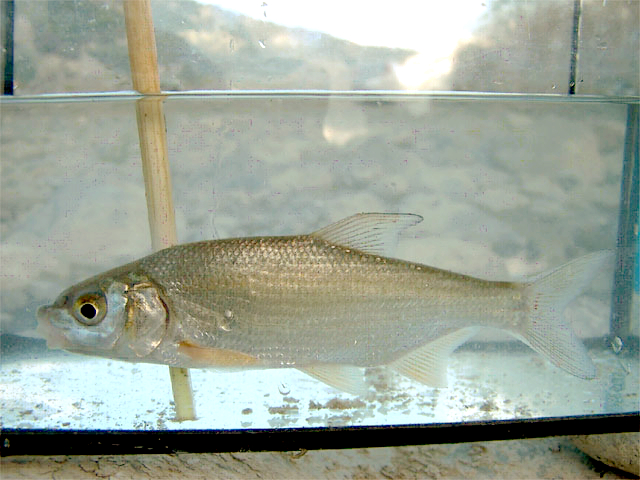
Vimba melanops

## Pesca
La specie è insidiata con lenze di vario tipo e reti, le carni sono considerate buone anche se ricche di spine. È particolarmente apprezzato in Russia.

## Specie affini
Vimba melanops (Heckel, 1837 è una specie affine che vive nella zona sudorientale d'Europa (Grecia nordorientale, Turchia europea, Bulgaria, Macedonia) dove frequenta le acque correnti dell'alto corso dei fiumi. Si distingue da V. vimba, oltre che per l'areale totalmente separato, anche per la livrea nuziale del maschio, bianca con una larga striscia nera sui fianchi.